# Club Deportivo Guadalajara (Espagne)
Maillots
Le Club Deportivo Guadalajara, S.A.D. est un club de football fondé en 1947, basé à Guadalajara, dans la région de Castille-La Manche en Espagne. 
Guadalajara évolue pour la saison 2015-2016 en Segunda División B, soit le troisième échelon du football espagnol. Il joue ses matchs à domicile à l’Estadio Pedro Escartín, stade d’une capacité de 5 000 places.

## Historique
| \| Guadalajara (Espagne) \| Emplacement de Guadalajara, en Espagne. |
| Guadalajara (Espagne)                                               |

Le CD Guadalajara est fondé le 30 janvier 1947, et reste pendant longtemps un club amateur. En 1970, le club inaugure son stade Pedro Escartín, en hommage à un ancien arbitre de football. En 1973, il dispute pour la première fois la Copa del Rey, la coupe d’Espagne de football. 
Guadalajara dispute ses soixante premières saisons dans les championnats régionaux ou bien en Tercera División (la quatrième division nationale), avant d’obtenir la montée en Segunda División B en 2007, puis en Segunda División en 2011. L'équipe évolue en Segunda División pendant deux saisons, avant de se voir relégué à l’échelon inférieur en 2013. Le club se classe 16e du championnat de deuxième division en 2011-2012, et 18e en 2012-2013.

## Identité

### Logos

1662 à 2021
2021 à 2025
Depuis 2025.